# Padmabrug

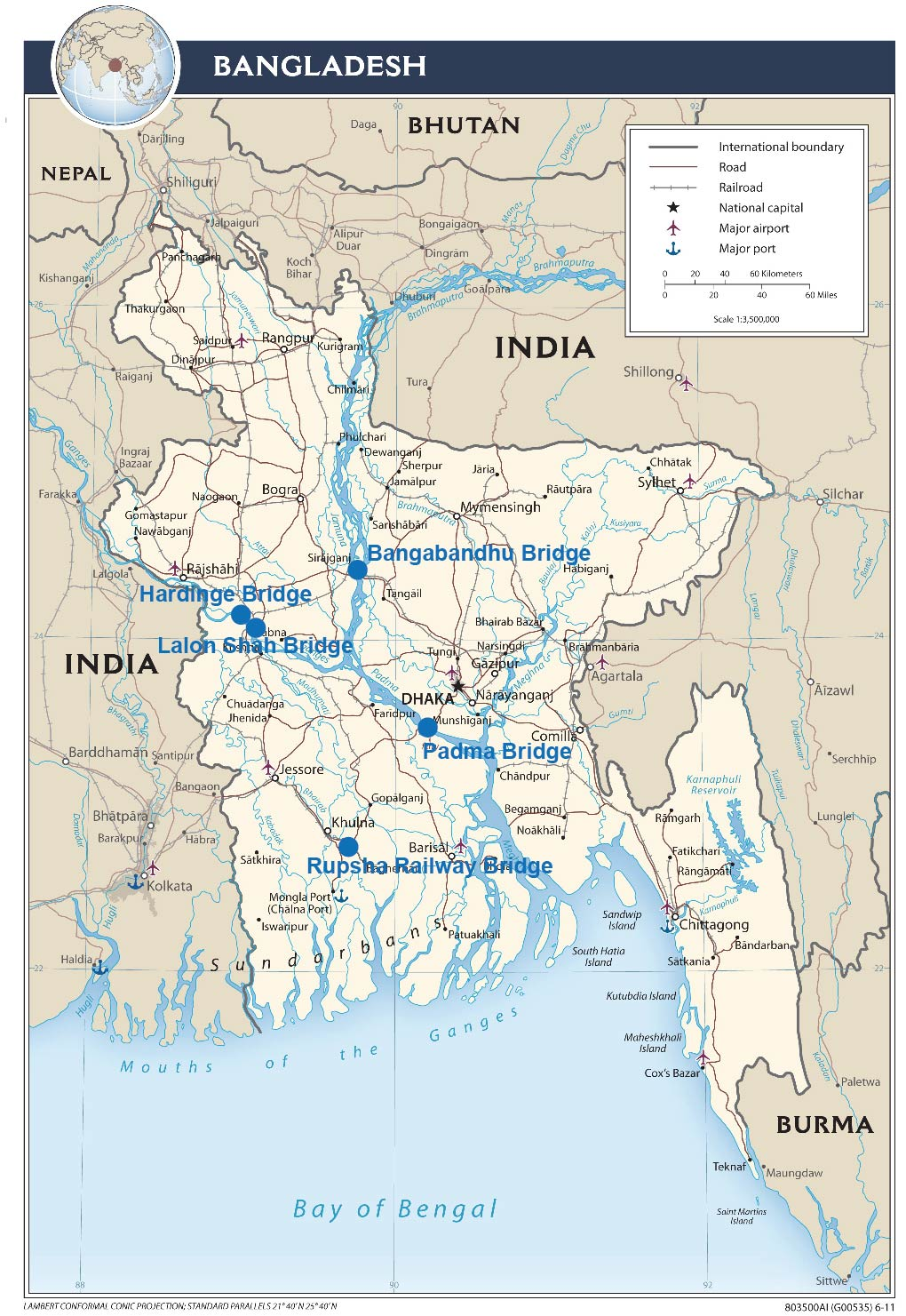
Grote bruggen in Bangladesh

De Padmabrug (Padma Multipurpose Bridge) is een weg- annex spoorbrug (met twee niveaus) over de rivier de Padma, de belangrijkste tak van de Ganges in Bangladesh. De brug verbindt Shariatpur en Madaripur en dus het zuidwesten van het land met de noordelijke en oostelijke regio’s. De brug werd op 25 juni ingewijd. Het wordt beschouwd als het meest uitdagende bouwproject in de geschiedenis van Bangladesh. Het is een stalen vakwerkbrug met een vierbaansweg op het bovenste dek en een enkelspoor op het lage dek. De brug bestaat uit 41 secties, elk 150,12 m lang en 22,5 m breed, met een totale lengte van 6,41 km. Het is de langste brug in Bangladesh, de langste brug over de rivier de Ganges door zowel overspanning als totale lengte, en kent de langste funderingspalen van bruggen ter wereld (120 m). Er wordt verwacht dat de brug het bruto binnenlands product (bbp) van Bangladesh met maar liefst 1,2 procent zal verhogen. Gezien de ervaringen met de Jamunabrug is deze verwachting erg optimistisch.

## Geschiedenis
Op 18 september 1998 werd het projectvoorstel gedaan voor de bouw van een brug over de rivier de Padma op de Dhaka-Mawa-Bhanga—Khulna Highway met als doel directe communicatie tussen de hoofdstad en het zuiden en zuidwesten van het land tot stand te brengen. Destijds werd het project begroot op ongeveer Tk 3900 crore. Met een lengte van 5 km en een breedte van 18,10 m wordt deze brug beschouwd als de langst mogelijke brug van het land. Het voorstel was om in juli 1999 met de bouw te beginnen, de brug zou dan in juni 2004 voltooid zijn. Voor de financiering dacht men Tk 750 crore uit eigen middelen te betalen en de rest internationaal (via de Wereldbank) te financieren.
In het jaarlijkse ontwikkelingsprogramma 2006-2007 keurde de toenmalige regering van Bangladesh het plan goed om de Padma Multipurpose Bridge te bouwen.
De Bangladesh Bridge Authority (BBA) heeft in april 2010 de uitnodigingen voor prekwalificatie verstuurd. De bouw van de brug zou toen naar verwachting begin 2011 van start gaan en klaar zijn in 2013 met ingebruikname van de brug in eind 2015. Na beschuldigingen van corruptie door sommige mensen bij de voorbereiding van het project, trok de Wereldbank zich terug, gevolgd door andere donoren. De regering van Bangladesh besloot vervolgens om het project zelf te financieren. China stelde vervolgens voor om de brug te bouwen op basis van een build-operation-transfer (BOT) contract door $ 2 miljard (70 procent van de projectkosten) te investeren. Vier bedrijven — China Major Bridge Engineering Company, Daelim-L&T JV en Samsung C&T Corporation — kochten de aanbestedingsdocumenten. Maar alleen het Chinese bedrijf heeft op 24 april 2014 een financieel voorstel ingediend.
Op 17 juni 2014 werd de enige aanbieder, China Major Bridge Engineering Company Ltd, geselecteerd om de brug te bouwen. De 6,15 km lange brug kostte naar schatting van toen ongeveer US $ 1,1 miljard.

## Overzicht van het project

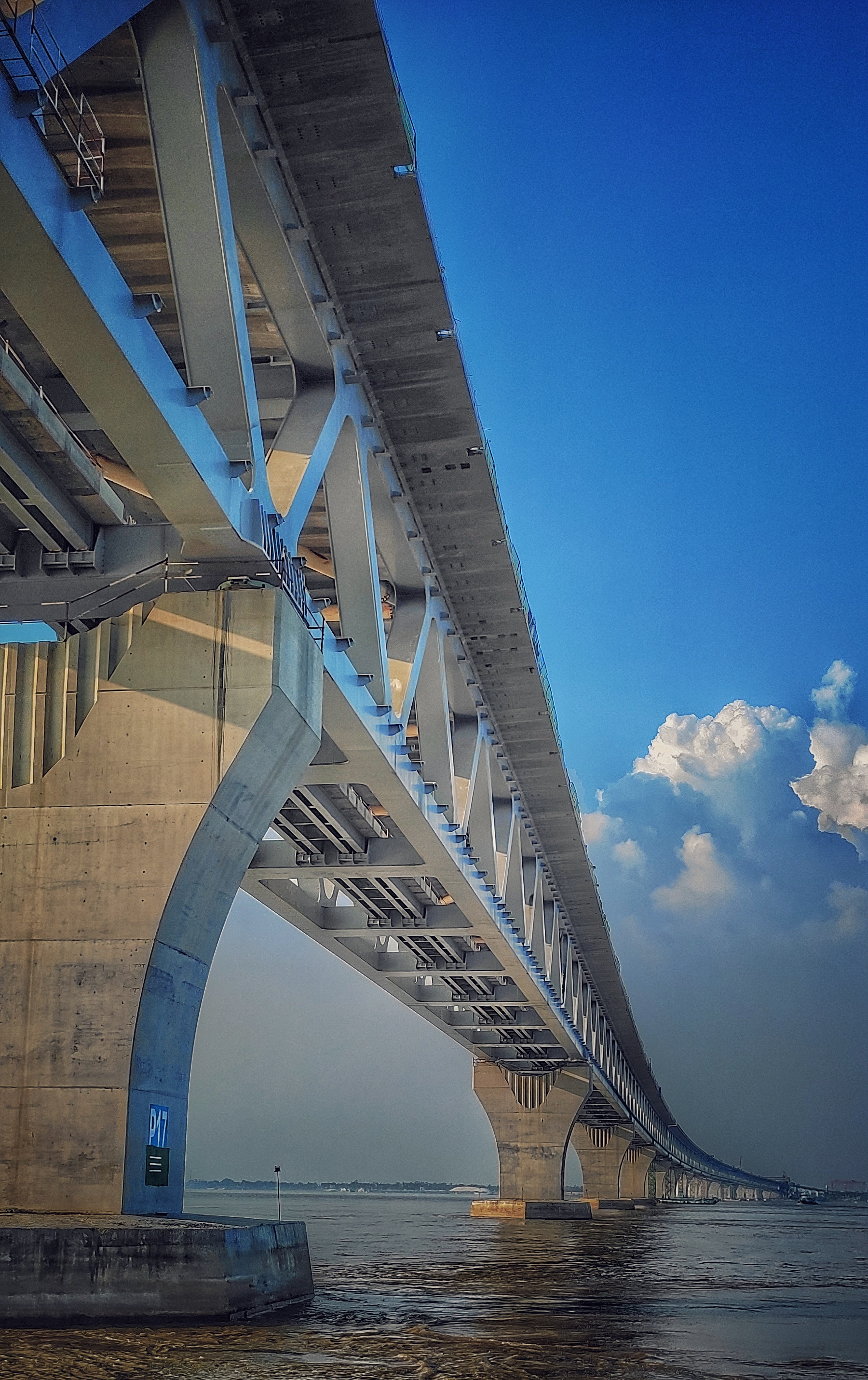
De brug in september 2021

Het gedetailleerde ontwerp van de Padma Multipurpose Bridge wordt geleverd door een team van internationale en nationale adviseurs onder leiding van het Amerikaanse ingenieursbureau AECOM. Het team bestond uit de bedrijven AECOM, SMEC International, Northwest Hydraulic Consultants en ACE Consultants met aanvullende hulp van Aas-Jakobsen en HR Wallingford. Het project bestond uit twee fasen. Fase 1 omvatte de ontwerpfase die leidde door aanbestedingsacties voor de gunning van bouwcontracten. Fase 2 was de bouwfase. Fase 1 is op 29 januari 2009 van start gegaan. In maart 2009 werd in Dhaka een speciaal projectbureau opgericht. Het gedetailleerde ontwerp van de hoofdbrug werd uitgevoerd in het kantoor van AECOM in Hong Kong. Aan het begin van het project werd een projectspecifiek ontwerpmanagementplan opgesteld. In maart 2009 heeft de regering van Bangladesh AECOM verzocht het ontwerp te versnellen om de bouw tegen eind 2013 af te ronden. Dit vereist de mobilisatie van extra personeel binnen het ontwerpteam. Bangladesh Bridge Authority (BBA) heeft een internationaal erkend panel van deskundigen opgericht, bestaande uit vijf nationale en vijf internationale deskundigen om het ontwerp met regelmatige tussenpozen te controleren. Bovendien was een onafhankelijke controle-ingenieursbureau, Flint & Neill, betrokken bij het beoordelen van de ontwerpcriteria, de specificatie en tekeningen die door het ontwerpteam werden geproduceerd. Dit om ervoor te zorgen dat het ontwerp aan de projectvereisten voldoet en om een onafhankelijke controle uit te voeren op het gedetailleerde ontwerp van de belangrijkste brug- en riviergeleidingswerken.
Een van de eisen van Bangladesh was dat ook ingenieurs uit dat land van begin af betrokken waren, om een succesvolle overdracht van ontwerpkennis te garanderen.

Concept van de dwarsdoorsnede van de brug

## Componenten van het project
1. Hoofdbrug
2. Rivierwerken (River Training Works)
3. Janjira toegangsweg & geselecteerde faciliteiten aan het einde van de brug
4. Mawa toegangsweg en geselecteerde faciliteiten aan het einde van de brug
5. Servicegebied
6. Hervestiging
7. Omgeving
8. Aankoop van gronden

### Hoofdbrug 6150 m
- Aannemer: China Major Bridge Engineering Co. Ltd
- Contractperiode: 4 jaar + 1 jaar (aansprakelijkheidsperiode)
- Contractkosten: Tk 12133 crore
- Datum van de aanvang: 26 november 2014
- Datum van voltooiing: 10 december 2020

### Rivierwerken 14 km
- Aannemer: Sinohydro Corporation Limited, China
- Contractperiode: 4 jaar + 1 jaar (aansprakelijkheidsperiode)
- Contractkosten: Tk 9.400 crore
- Datum van aanvang: 31 december 2014
- Datum van voltooiing: 30 juni 2022

### Janjira toegangsweg en geselecteerde brug einde faciliteiten 10,50 km lengte
- Aannemer: AML-HCM JV
- Contractperiode: 3 jaar + 1 jaar (aansprakelijkheidsperiode)
- Contractkosten: Tk 1097.40 crore
- Datum van aanvang: 8 oktober 2013
- Datum van voltooiing: 31 oktober 2016

### Mawa toegangsweg en geselecteerde brug einde faciliteiten 1,50 km lengte
- Aannemer: AML-HCM JV
- Contractperiode: 2,5 jaar + 1 jaar (aansprakelijkheidsperiode)
- Contractkosten: Tk 193.40 crore
- Datum van aanvang: 27 januari 2014
- Datum van voltooiing: 31 juli 2017

### Servicegebied
- Aannemer: Abdul Monem Ltd
- Contractperiode: 2,5 jaar + 1 jaar (aansprakelijkheidsperiode)
- Contractkosten: Tk 208.71 crore
- Datum van aanvang: 12 januari 2014
- Datum van voltooiing: 31 juli 2017

### Hervestiging
- Totaal aanvullende subsidie: Tk 645.95 crore (tot september 2019)
- Totaal aantal percelen: 2752
- 2418 percelen overhandigd aan het PAP (tot september 2019)
- Datum van aanvang: 1 juni 2009
- Datum van voltooiing: 30 juni 2020

### Omgeving
- Totaal aantal aangeplante bomen: 169.957
- Datum van aanvang: 1 juni 2009
- Datum van voltooiing: 30 juni 2021

### Aankoop van grond
- Munshiganj: verworven: 329,64 hectare, overgedragen: 319.92 hectare
- Madaripur: verworven: 1601,19 hectare, overgedragen: 553,18 hectare
- Shariatpur: verworven: 610,96 hectare, overgedragen: 579,95 hectare
- Datum van aanvang: 1 augustus 2006
- Datum van voltooiing: 31 december 2019

## Bouw en ontwikkeling

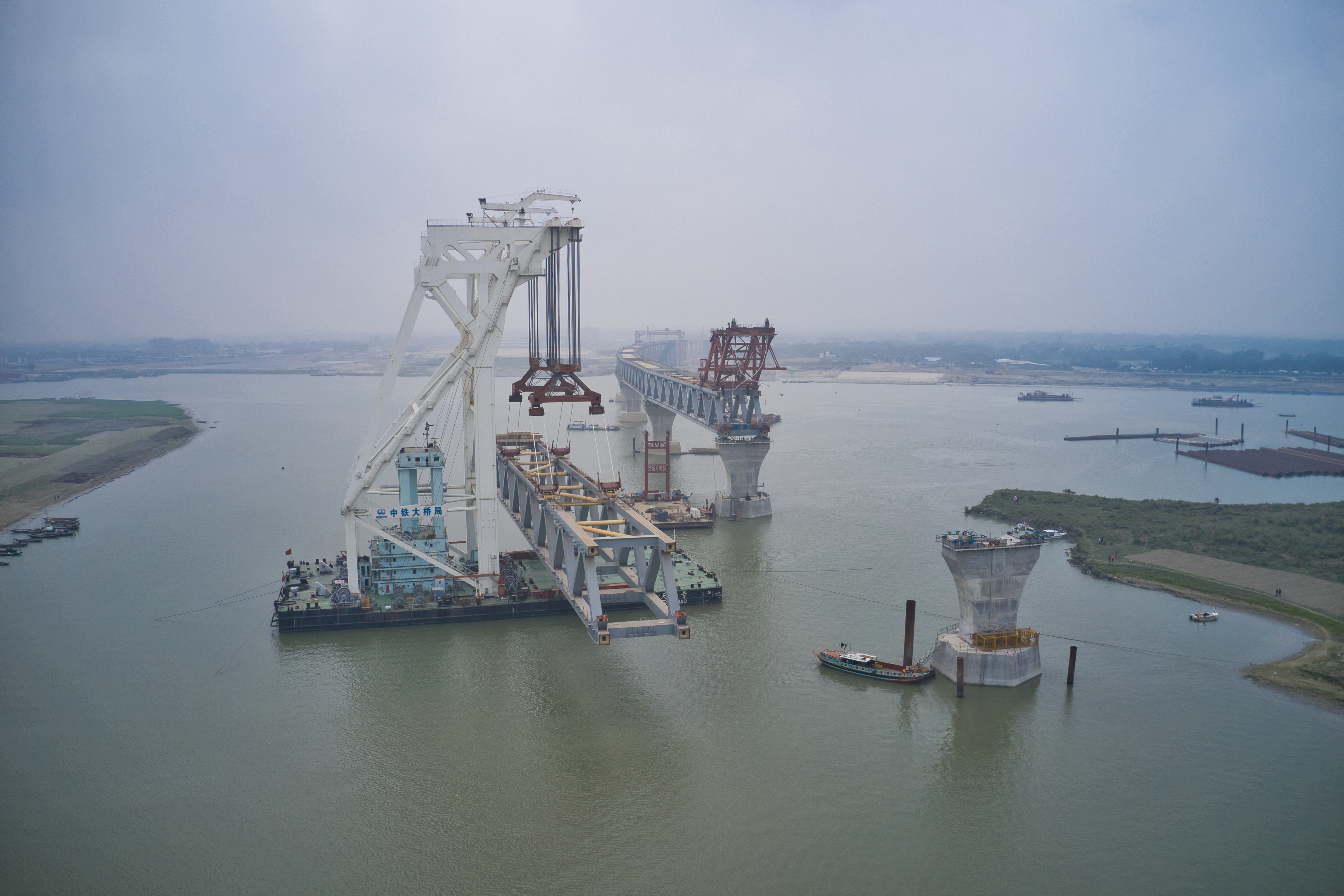
De brug in aanbouw

In mei 2021 was, meer dan 95 % van de bouw (alle belangrijkste stalen frame spanwijdte waren ingesteld op de pieren) van de 6,15 kilometer lange Padma Multipurpose Bridge was voltooid. De China Major Bridge Engineering Corporation (MBEC) voert het werk als hoofdaannemer uit. De brug heeft in totaal 42 pijlers. Elk van hen heeft zes sets funderingspalen. Stalen vakwerkoverspanningen werden op de pilaren geplaatst. De brug heeft in totaal 41 overspanningen.
Het werk aan de brug was verdeeld in vijf delen — de hoofdbrug, rivierwerken, twee verbindingswegen en overige infrastructuur (onderhoudsgebied). De Chinese Sinohydro Corporation was onderaannemer voor de rivierwerken, terwijl Abdul Monem Limited in Bangladesh het contract kreeg voor de twee verbindingswegen en overige infrastructuur.

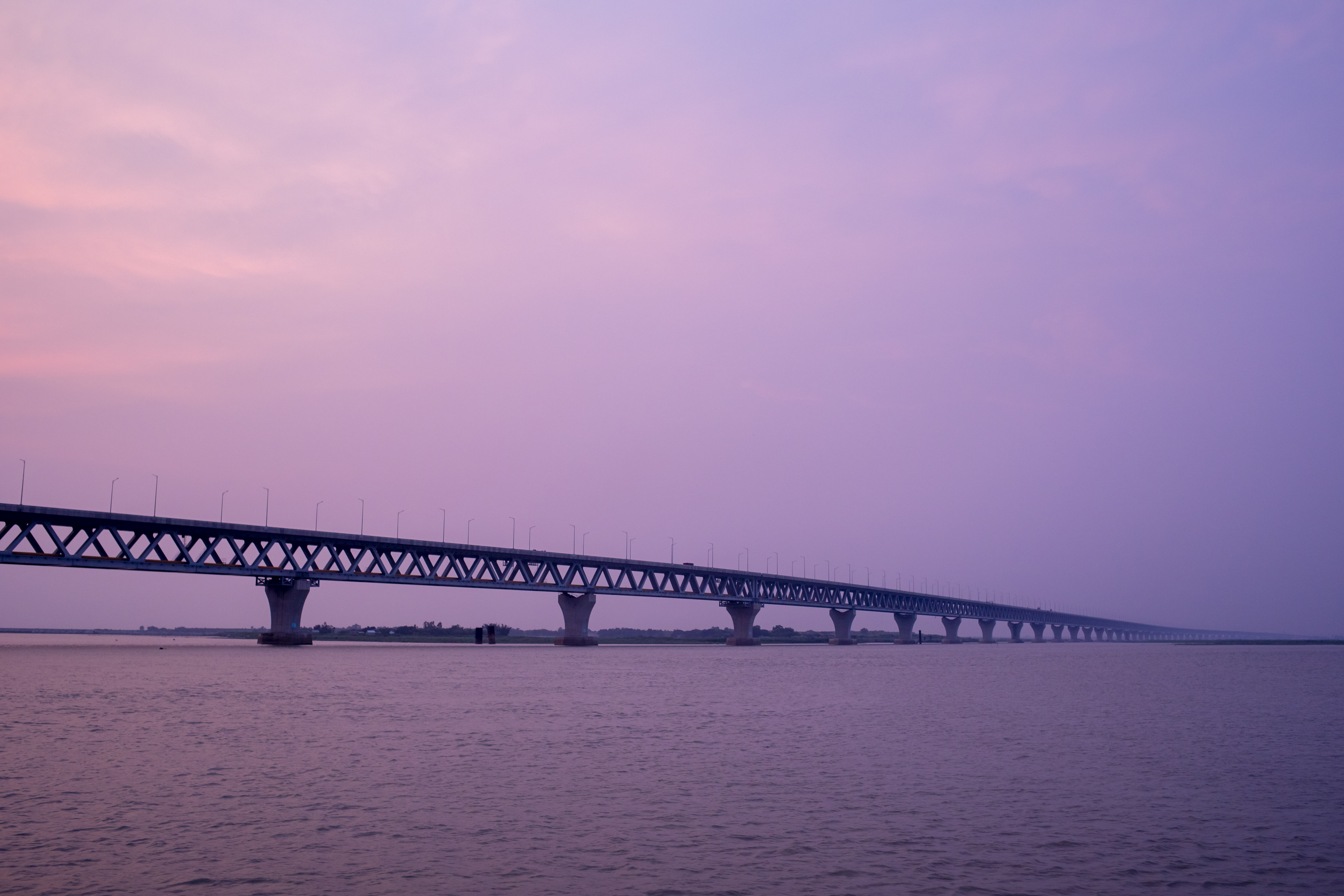
De brug bij oplevering in 2022

In oktober 2017, meer dan anderhalf jaar nadat de belangrijkste bouwwerkzaamheden begonnen, werd de eerste overspanning, die tussen de pijlers 37 en 38, geïnstalleerd. Op 27 november 2020 was de bouw van alle 42 pijlers voltooid. De laatste (41e) overspanning van de brug werd geïnstalleerd op 10 december 2020 om 12:02 uur.
Op 24 augustus 2021 om 10:12 werd het laatste stuk wegdek geïnstalleerd op de overspanning tussen de pijlers 12 en 13. Er waren op de brug 415 lantaarnpalen nodig.

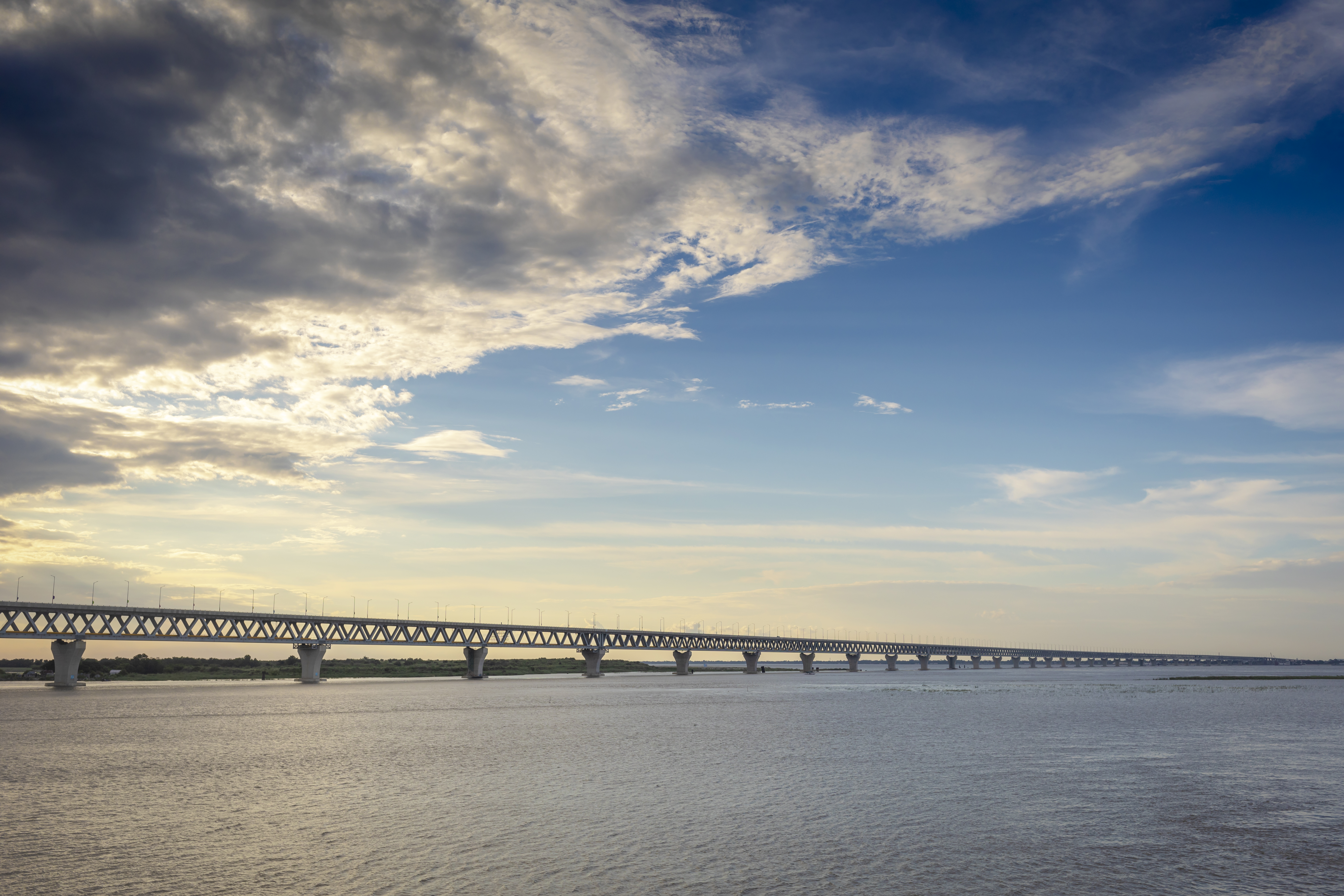
De brug op de openingsdag (24 juni 2022)

De brug werd officieel ingewijd door de premier van Bangladesh, Sheikh Hasina,op 25 juni 2022.

## Tol en inkomsten

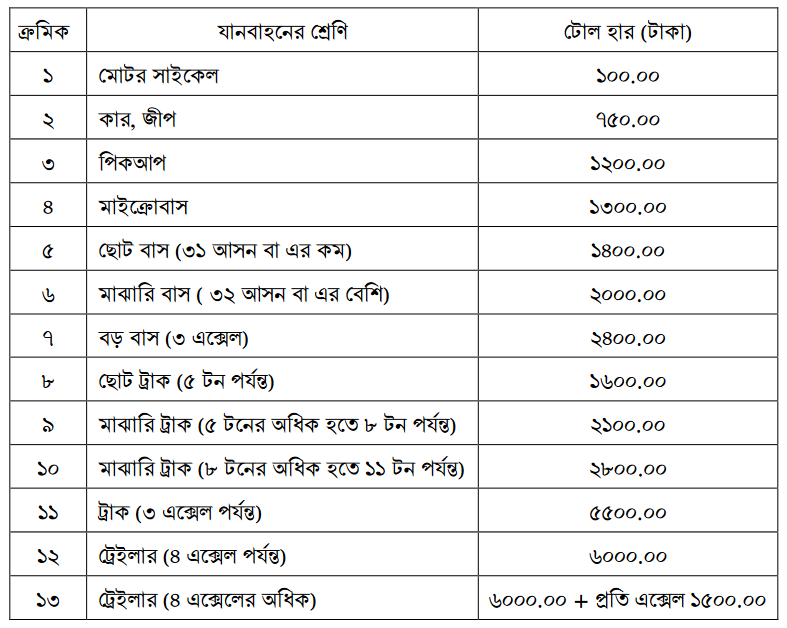
Toltarieven zoals door de overheid vastgesteld zijn